# Kinematik
Kinematik betegner den matematiske beskrivelse af bevægelse uafhængigt af bevægelsens årsag. Man opstiller bevægelsesligninger der beskriver forholdene; de centrale begreber er position, hastighed og acceleration opfattet som funktioner af tiden.
Kinematikken adskiller sig fra dynamikken ved ikke at forholde sig til de kræfter der forårsager bevægelsen. Begge discipliner henregnes under det fysiske område mekanik.
| Fysik | Spire Denne artikel om fysik er en spire som bør udbygges. Du er velkommen til at hjælpe Wikipedia ved at udvide den. |

- Wikimedia Commons har flere filer relateret til Kinematik